# Magii
La gens Magia (Magius au masculin ; Magii au pluriel) était une famille plébéienne de la Rome antique. Les membres de cette gens sont mentionnés pour la première fois à l’époque de la deuxième guerre punique. Bien que plusieurs d'entre eux rendirent beaucoup de services à leur pays, aucun des Magii ne fut consul.

## Origines
Les premiers Magii dont on ait la trace étaient des Campaniens et portaient des prénoms osques différents des prénoms latins, tels que Decius et Minatus, ainsi que le Cnaeus qui était un prénom latin commun. Les Magii utilisaient plus souvent Publius, Lucius, Cnaeus et Numerius, qui lui était relativement rare à Rome en particulier parmi l'aristocratie, bien qu'il soit plus répandu parmi les plébéiens et en campagne.
À l'époque de la deuxième guerre punique, les Magii faisaient partie des principales familles de Capoue. Ce conflit a divisé les Magii, dont certains souhaitaient s'allier à Hannibal Barca, tandis que d'autres soutenaient une alliance avec Rome. L'un d'entre eux portait le surnom d'Atellan (Atellanus), originaire de la ville campanienne d'Atella, peut-être l'origine de la famille. Minatus Magius, un ancêtre de l'historien Caius Velleius Paterculus, a reçu la citoyenneté romaine à la suite de ses loyaux services rendus à Rome pendant la guerre sociale. Un autre avait le surnom d'Æculanensis, laisse suggérer qu'une branche des Magii s'est établie à Æculanum (auj. Mirabella Eclano) au cours du deuxième siècle avant notre ère.

## Membres
- Cnæus (ou Gnæus) Magius Atellanus, premier magistrat de Capoue en 214 av. J.-C. et partisan d'Hannibal pendant la seconde guerre punique, il envoya Statius Metius commander la garnison de Casilinum, que Quintus Fabius proposait d'attaquer[a 1].
- Decius Magius, chef du parti pro-romain à Capoue pendant la seconde guerre punique. Il s'opposa à la reddition de la ville à Hannibal en 216 av. J.-C.[a 2] mais il fut envoyé à Carthage après que la ville eut ouvert ses portes au Carthaginois. Une tempête a conduit son navire à Cyrène et il s'est enfui en Égypte. Son descendant, Velleius Paterculus, le qualifie de Campanorum princeps celeberrimus et nobilissimus vir (le premier parmi les Campaniens, un homme très célèbre et noble);
- Minatus Magius, natif d'Æculanum (d'où son nom latin Minatus Magius Æculanensis), trisaïeul de Velleius Paterculus[a 3] et petit-fils de Decius Magius. Il leva, pendant la guerre sociale, une légion de soldats fidèles à Rome parmi les Hirpins et se distingua par ses exploits. Pour sa loyauté et son aide considérable dans la guerre, il obtint la citoyenneté romaine et ses deux fils furent préteurs.
- Publius Magius, tribun de la plèbe en 87 av. J.-C. Cicéron l'a décrit comme un orateur remarquable[a 4],[a 5].
- Magius, préfet en Gaule narbonnaise, pendant le proconsulat de Caius Calpurnius Piso, de 66 à 65 av. J.-C.[a 6]
- Lucius Magius, aux côtés de Lucius Fannius, avait servi dans l'armée du légat Caius Flavius Fimbria pendant la première guerre de Mithridate, mais ils ont déserté et se sont rendus à Mithridates, qu'ils ont persuadé de négocier avec Sertorius. Le Sénat les a déclarés ennemis publics, mais ils ont continué d'aider Mithridate lors de la troisième guerre de Mithridate[a 7],[a 8],[a 9],[a 10].
- Cnaeus Magius, beau-frère d'Oppianicus, soupçonné d'avoir empoisonné Magius pour hériter de sa fortune[a 11].
- Magia, une des nombreuses femmes qu'épousa Oppianicus afin d'accaparer leur fortune
- Numerius Magius, originaire de Crémone, et praefectus fabrum dans l'armée de Pompée le Grand pendant la guerre civile de César. Il fut capturé alors qu'il se rendait à Brundisium pour rencontrer Pompée, en 49 av. J.-C. ; César lui permit de continuer son chemin s'il allait porter une offre de paix[a 12],[a 13].
- Lucius Magius, orateur et gendre de l'historien Tite-Live[a 14].
- Magius Celer, père adoptif de Velleianus (cf. ci-après).
- Magius Celer Velleianus , frère de l'historien Velleius Paterculus, adopté par l'un des Magii. Avant la mort d'Auguste en 14 de notre ère, ils furent nommés comme préteurs et à nouveau nommés par Tibère[a 15].
- Magius Caecilianus, préteur en l'an 21, fut faussement accusé de lèse-majesté par deux chevaliers romains. Ces derniers furent punis par Drusus, fils de Tibère, et par un décret du Sénat[a 16].
- Publius Magius Chilon, tribun de la plèbe sous Cinna.